# União Metalo-Mecânica
UMM (União Metalo-Mecânica) était un constructeur automobile portugais spécialisé dans les 4x4, véhicules agricoles et utilitaires, fondé en 1977. Il a repris la licence de la fabrication des anciens 4x4 Cournil auvergnats, auparavant fabriqués depuis 1960 à Aurillac (Cantal) puis à Saint-Germain-Laval (Loire).
Aujourd'hui la compagnie ne produit plus des véhicules. Elle a fourni surtout la Guarda Nacional Republicana (la force de gendarmerie nationale de la République Portugaise), et a produit aussi certains véhicules de pompiers et militaires.
Plusieurs véhicules de la marque ont participé au rallye Paris-Dakar, réalisant de bonnes performances. Il n´y a plus d'importateur français, mais la société Cournil (Aurillac) a repris la vente des pièces de rechange.

## Modèles produits en série
- UMM 4x4 Cournil (1977-1979)
- UMM 4x4 (1979-1984)
- UMM Alter 4x4 (1985)
- UMM Alter II (1986-1994)
- UMM Alter 2000 (2000-2004)

Le nom Alter vient de la lignée Alter Real des chevaux pur-sang Lusitaniens.

## Modèles hors série
- UMM "Papamóvel"[1](1991)
- UMM A4 / Alter III[2] (1991)
- UMM Alter V6 PRV[3]
- UMM Alter 2.5i BMW (1992)
- UMM Alter 2.4td BMW (1992)
- UMM Alter 2.5tds BMW[4] (1992)

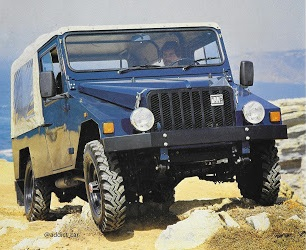
UMM 4x4 1983.
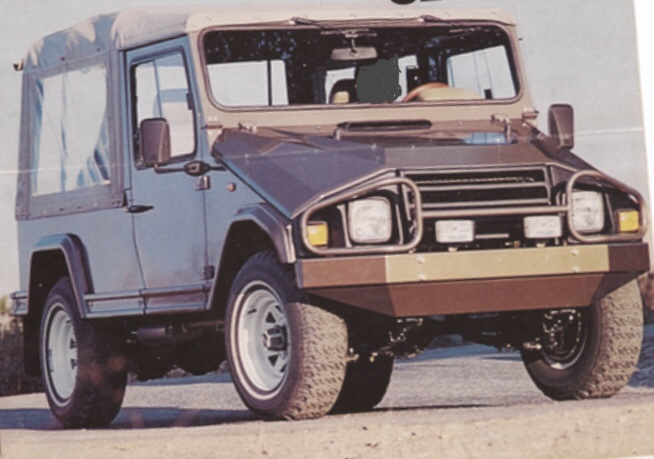
UMM Alter 4x4 1984.
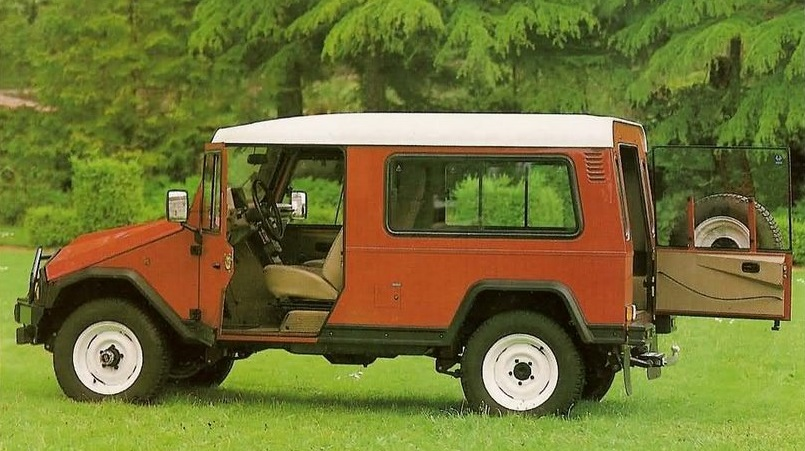
UMM Alter II.
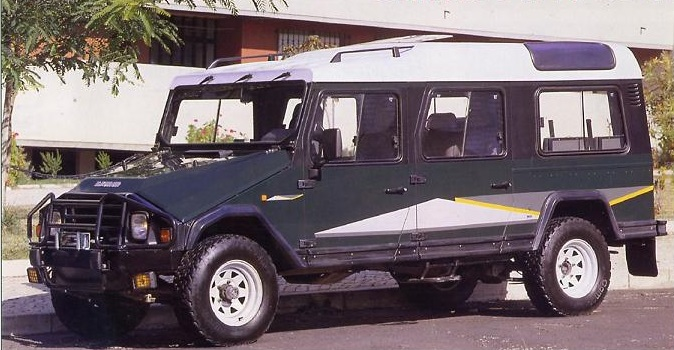
UMM Alter Station Wagon.
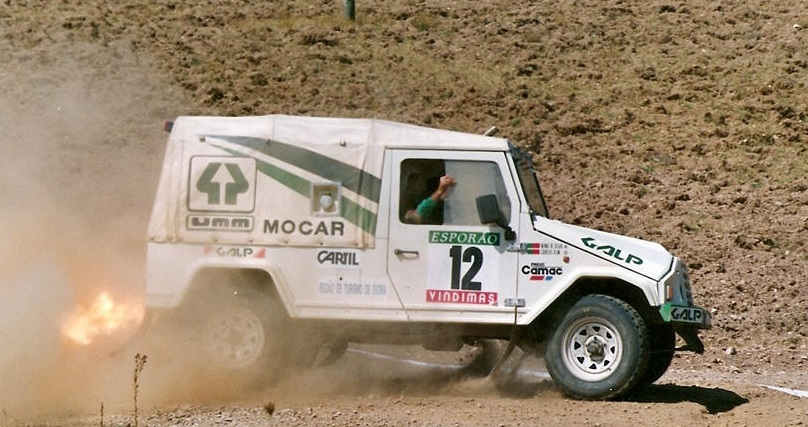
UMM Alter V6 PRV.

## MOCAR UMM Competição
En 1982, le département MOCAR UMM Competição a été créé afin de développer, promouvoir et soutenir les véhicules UMM dans les compétitions de sport automobile.

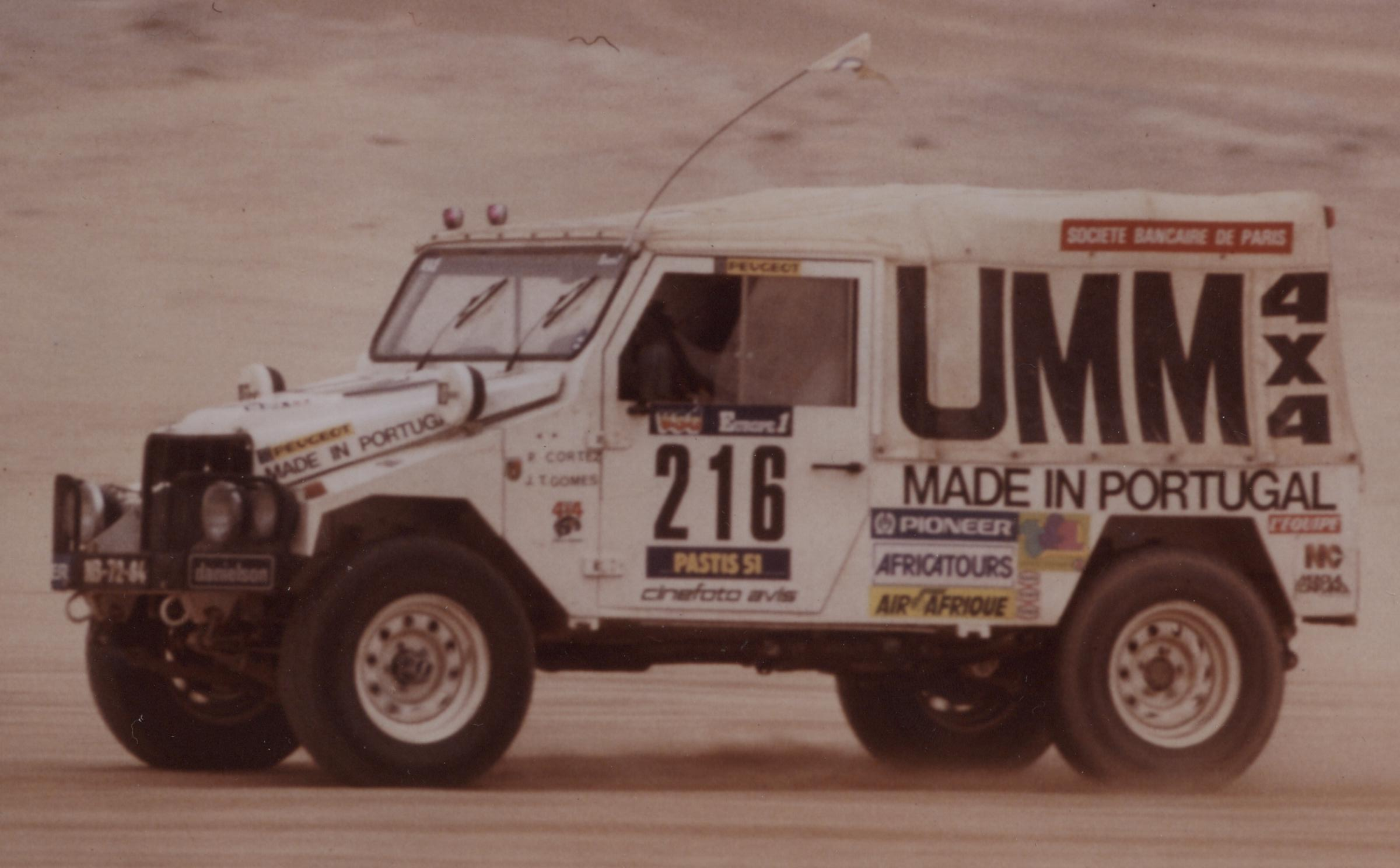
UMM Paris-Dakar '84.